# Ľudovít Potúček
Ľudovít Potúček (nascut el 16 d'abril de 1912) fou un mestre d'escacs eslovac.
El 1941, va empatat al 2n-3r lloc amb József Szily, rere Jan Foltys, a Trenčianske Teplice (Trentschin-Teplitz, Trencsénteplic), i va jugar al segon tauler contra Braslav Rabar (0.5 : 1.5) en un matx Croàcia-Eslovàquia a Zagreb 1941.
Després de la II Guerra Mundial, va empatar als llocs 10è - 12è a Zlín 1945 (el campió fou Petar Trifunović). Potúček va jugar representant Txecoslovàquia en matxs amistosos contra Anglaterra a Londres 1947, MCCU a Birmingham 1947, França a París 1947, i els Països Baixos a la Haia 1947.